# MAGMA
MAGMA Gießereitechnologie GmbH ist ein 1988 gegründetes Unternehmen. Ausgehend von Arbeiten zur Gießprozess-Simulation am Gießerei-Institut der RWTH Aachen und an der Technischen Universität von Dänemark (DTU) in Kopenhagen wurde die erste marktreife Software für die Gießprozess-Simulation (MAGMASOFT) entwickelt.
Die Software ermöglicht die Vorhersage des gesamten Prozessablaufs zur Herstellung von Gussteilen (Strömungs- und Erstarrungsvorgänge, Kernherstellung, Wärmebehandlung) und daraus resultierende Eigenschaften (Spannungen und Bauteilverzug, Gefüge und mechanische Eigenschaften). Damit wird die Optimierung von Gussteilkonstruktionen und deren Gießtechnik am Bildschirm möglich.
Heute gilt das Unternehmen mit weltweit 250 Mitarbeitern in Entwicklung, Support, Vertrieb und Weiterbildung sowie den Tochtergesellschaften in USA, Mexico Singapur, Brasilien, Korea, Türkei, Indien und China als Weltmarktführer für Gießprozess-Simulationssoftware (Süddeutsche Zeitung, 26. November 2009, Serie „Unsere Marktführer“: Virtuelle Gussformen; sowie unabhängiges competence center automotive region aachen / euregio maas-rhein). Darüber hinaus unterstützen 30 qualifizierte Partner MAGMAs weltweite Präsenz.

## Einzelnachweis
1. ↑  Hinweis des unabhängigen competence center automotive region aachen / euregio maas-rhein

Koordinaten: 50° 47′ 26″ N, 6° 3′ 45,5″ O